# 유럽 고속도로 46호선

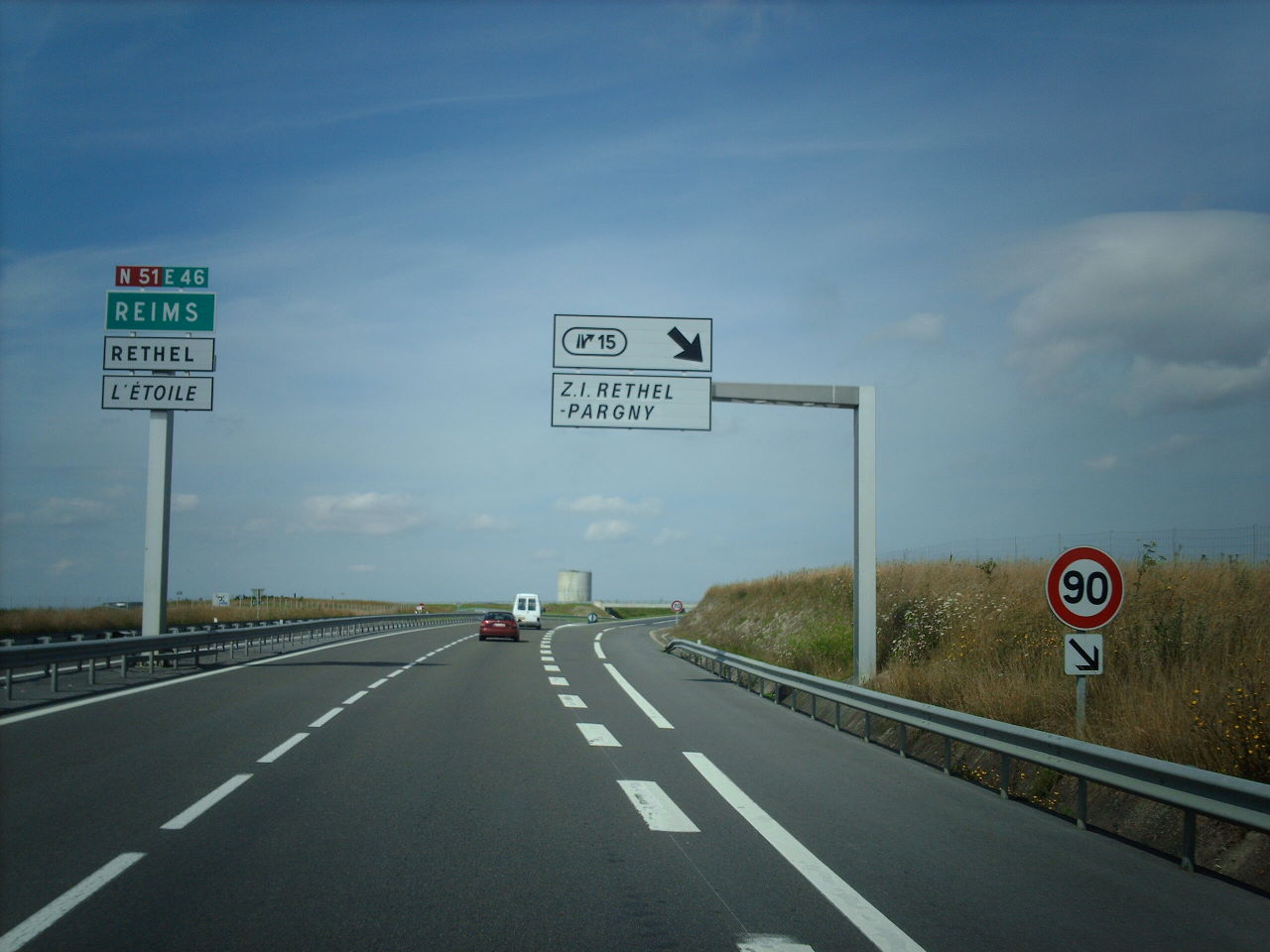
프랑스의 레델 인근을 통과하는 E46호선의 모습

유럽 고속도로 46호선(European route E46)은 프랑스의 셰르부르앙코텐틴과 벨기에의 리에주를 잇는 유럽 고속도로 노선으로, 총 연장은 753 km이다.

## 경로
※ 리에주를 제외한 대다수의 경유지들은 전부 프랑스를 관통한다.
- 셰르부르옥트빌 - 캉 - 루앙 - 보베 - 콩피에뉴 - 수아송 - 랭스 - 샤를빌메지에르 - 리에주